# Chelsea (Michigan)
Chelsea è un comune degli Stati Uniti d'America, situato nello Stato del Michigan, nella contea di Washtenaw.